# Алицја
Алицја Мариа Сземплинска (пољ. Alicja Maria Szemplińska; Ћеханов, 29. април 2002), познатија као Алицја, пољска је певачица.

## Биографија
Освојила је десету сезону Гласа Пољске 2019. године. Следеће године победила је на пољском националном избору за Евровизију Szansa na sukces са својом песмом „Empires“, коју би извела на другом полуфиналу Песме Евровизије 2020. у Ротердаму 14. маја 2020. године.
Дана 18. марта 2020. године такмичење је отказано због пандемије ковида-19. Иако је Алицја изразила жељу да представља Пољску на Песми Евровизије 2021. године, она на крају није изабрана да поново представља Пољску и уместо ње је изабран Рафал Бжозовски.

## Дискографија

### Синглови
- "Prawie my" (2019)
- "Empires" (2020)
- "Gdzieś" (2020)
- "Pusto" (2020)
- "Kolęda dla Nieobecnych" (2020)
- "Na Pamięć" (2020)
- "Growing up" (2021)
- "Ej, stop!" (2021)
- "Spójrz" (2021)